# 錦部村
錦部村（にしきべむら）は長野県東筑摩郡にあった村。現在の松本市北東部の一角および安曇野市のごく一部（豊科田沢字高萩）にあたる。

## 地理
- 山：城山、戸谷峰、六人坊、三才山、二ツ石峰、入山、傘山
- 峠：保福寺峠
- 河川：保福寺川

## 歴史
- 1874年（明治7年）10月23日 - 筑摩県筑摩郡刈谷原町村・七嵐村・赤怒田村・殿野入村・反町村・金山町村・保福寺町村・取出村・板場村・穴沢村が合併して刈谷原村となる。
- 1876年（明治9年）8月21日 - 刈谷原村が長野県の所属となる。
- 1879年（明治12年）1月4日 - 郡区町村編制法の施行により、東筑摩郡の所属となる。
- 1881年（明治14年）8月25日 - 刈谷原村が分割して刈谷原町村・七嵐村・赤怒田村・殿野入村・反町村・金山町村・保福寺町村・取出村・板場村・穴沢村となる（取出村・板場村・穴沢村は町村制施行時に会田村の一部となる）。
- 1889年（明治22年）4月1日 - 町村制の施行により、刈谷原町村・七嵐村・赤怒田村・殿野入村・反町村・金山町村・保福寺町村の区域をもって発足。
- 1955年（昭和30年）
  - 4月1日 - 中川村・五常村・会田村と合併して四賀村が発足。同日錦部村廃止。
  - 9月25日 - 旧村域の一部（刈谷原町村のうち高萩）が南安曇郡豊科町に編入。

## 交通

### 道路
- 国道143号

## 名所・旧跡・観光スポット・祭事・催事
- 保福寺
- 洞光寺